# Чапаєва (Каргапольський район)
Чапа́єва (рос. Чапаева) — присілок у складі Каргапольського району Курганської області, Росія. Входить до складу Долговської сільської ради.
Населення — 144 особи (2010, 177 у 2002).
Національний склад населення станом на 2002 рік: росіяни — 99 %.